# Pedro Acharon jr.
Pedro "Jun" B. Acharon jr. (General Santos, 8 februari 1958) is een Filipijns politicus. 

## Biografie
Pedro Acharon jr. werd geboren op 8 februari 1958 in barangay Labangal in General Santos in de provincie South Cotabato. Zijn vader Pedro A. Acharon is een voormalig burgemeester van General Santos. Na zijn middelbareschoolopleiding aan de Notre Dame of Dadiangas College voltooide Acharon jr. in 1980 een bachelor-opleiding civiele techniek aan het Cebu Institute of Technology. Na zijn afstuderen doceerde hij een jaar aan het Mindanao Polytechnic College en was hij van 1981 tot 1998 actief als civiel-technisch ingenieur.
In 1992 begon zijn politieke loopbaan nadat hij werd gekozen werd als lid van de stadsraad (City Council) van General Santos. In 1995 werd Acharon herkozen met de meeste aantal stemmen. Drie jaar later won hij de verkiezingen van viceburgemeester van de stad. Toen de positie van burgemeester vacant kwam werd hij op 9 februari 2001 ingezworen als plaatsvervangend burgemeester van General Santos. Enkele maanden later werd hij bij de verkiezingen van 2001 gekozen voor een eerste termijn. In In 2004 en in 2007 werd hij herkozen. 
Na zijn derde achtereenvolgende (en dus laatste) termijn als burgemeester deed Acharon in 2010 met succes mee aan de verkiezingen voor een zetel in het Filipijns Huis van Afgevaardigden. Na zijn eerste termijn als afgevaardigde namens het 1e kiesdistrict van South Cotabato werd hij bij de verkiezingen van 2013 herkozen voor een tweede termijn.
Acharon jr. is getrouwd met Rosalinda V. Abinion en heeft met haar vijf kinderen.